# 歐洲勞資關係期刊
《歐洲勞資關係期刊》（European Journal of Industrial Relations）是一份1995年起出版的英語社會科學學術期刊，由SAGE Publications出版，現任主編是倫敦政治經濟學院勞資關係教授理查·海曼（Richard Hyman）。該期刊收錄與歐洲勞資關係（industrial relations）相關的理論或實務性論文。
根據《期刊引證報告》數據顯示，《歐洲勞資關係期刊》在2010年時的影響因子是0.69，在22份勞資關係與勞工期刊中排名第11。

## 外部連結
- 《歐洲勞資關係期刊》在出版社官網的介紹 （页面存档备份，存于） （英文）